# Saint-Yzans-de-Médoc
Saint-Yzans-de-Médoc è un comune francese di 457 abitanti situato nel dipartimento della Gironda nella regione della Nuova Aquitania.

## Società

### Evoluzione demografica
Abitanti censiti